# 弗拉藏
弗拉藏是葡萄牙波尔图区的一个堂区。总面积5.35平方公里，总人口4276人，人口密度799.3人/平方公里。